# Knut Helle
Knut Helle (født 19. december 1930, død 27. juni 2015) var cand.philol. og professor emeritus i middelalderhistorie ved Universitetet i Bergen.
Han blev uddannet ved Universitetet i Bergen med hovedfag i norrøn filologi, og var fra 1963 til 2015 docent i middelalderhistorie ved Historiske Institutt ved Universitet i Bergen og derefter professor samme sted siden 1973. Han gik af for aldersgrænsen 1. januar 2001.
Helle var hovedredaktør for Aschehougs Norgeshistorie (1994–1998) og skrev bindet Under kirke og kongemakt 1130–1350 (1995). Han var også en af hovedredaktørerne for Aschehougs Verdenshistorie (1999-2001), hvor han skrev bindet Nomadefolk og høykultur 1000-1300 (1984).
Han var redaktør af og bidragsyder til The Cambridge History of Scandinavia og er medlem af redaktionsrådet for anden udgave af Norsk biografisk leksikon (1999–2005). Helle udgav bøger om sagalitteraturen, om historieforskningens metode og teori, samtidshistorie, norsk middelalder og verdenshistorie.
I 2008 modtog han Sverre Steen-prisen.
Han er bror til Ingvar Helle.

## Forfatterskab
- Konge og gode menn i norsk riksstyring ca. 1150–1319 (1972)
- Norge blir en stat 1130–1319 (Handbok i Norges historie, 3; Bergen 1974)
- Stavanger fra våg til by; Stavanger 1975
- "Sentrumsdannelser og byutvikling i norsk middelalder", (sammen med Arnved Nedkvitne, i: Grethe Authén Blom (red): Urbaniseringsprosessen i Norden, Del 1: Middelaldersteder, Universitetsforlaget, Oslo-Bergen-Tromsø 1977, ISBN 82-00-06081-0).
- "Kongssete og kjøpstad. Fra opphavet til 1536" (Bergen bys historie, bind 1; Bergen 1982)
- "Under kirke og kongemakt 1130-1350" bind 3 i Aschehougs Norgeshistorie (1995) ISBN 82-03-22031-2
- "Kongssete og kjøpstad: fra opphavet til 1536 Bergen bys historie bd 1 (1995) ISBN 82-419-0187-9
- "Handelens veier" (Niels Lund (red.): Viking og Hvidekrist: Et internationalt symposium på Nationalmuseet om Norden og Europa i den sene vikingetid og tidligste middelalder; København 2000; s. 157-177)
- Historie: hva, hvordan, hvorfor? Fagdidaktisk innføring, medforfatter Kari Blom (1997) ISBN 82-7674-240-8
- Gulatinget og gulatingslova (2001)
- "Fra opphavet til omkring 1500" (Norsk byhistorie: urbanisering gjennom 1300 år (medforfatter, Del I, Oslo 2006; ISBN 82-530-2882-2)